# O'Bajan
Vous lisez un « bon article » labellisé en 2023.
O'Bajan ou Obajan (né en 1880, mort en 1910) est un étalon reproducteur arabe né à Tell-el-Kelach (تلكلخ) en Syrie ottomane. Cet étalon noir d'assez petite taille est connu pour son modèle robuste et son caractère aimable de son vivant, puis pour son influence sur la race des chevaux Shagya après sa mort. Il est en effet l'un des cinq chefs de race du Shagya.
Vendu au haras austro-hongrois de Bábolna en 1885, il en est devenu l'un des meilleurs reproducteurs en vingt-cinq ans de services. O'Bajan est considéré comme l'un des meilleurs chevaux arabes jamais importés en Hongrie. Deux de ses descendants sont récompensés d'un prix et d'une médaille d'or à l'Exposition universelle de 1900.
O'Bajan est enterré dans la cour d'honneur du haras de Bábolna, où sa stèle funéraire reste visible. Sa lignée se poursuit elle aussi jusqu'à nos jours.

## Histoire

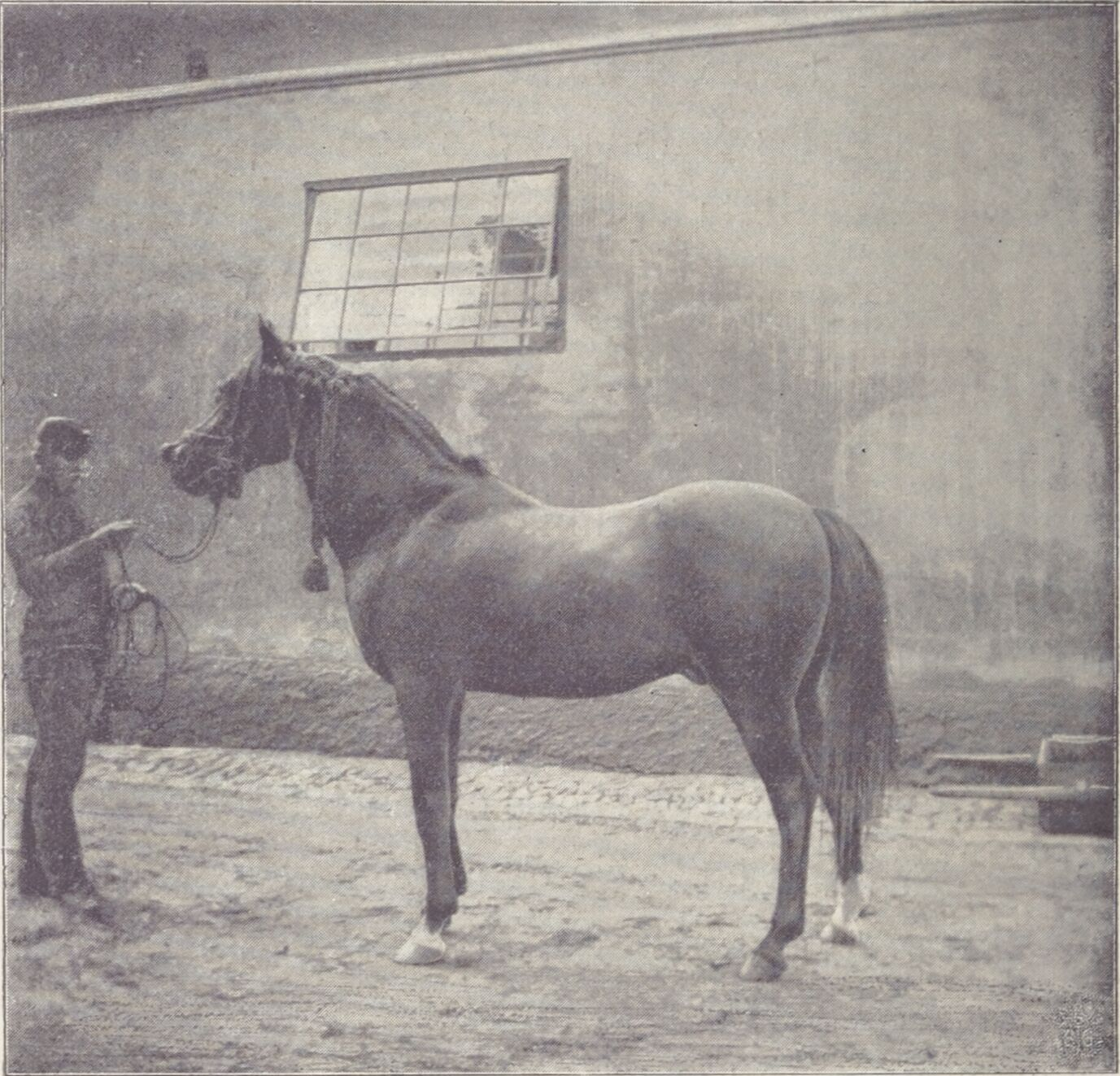
Photogravure d'O'Bajan dans l'ouvrage de Maurice Foäche, Notes sur l'élevage des chevaux en Autriche-Hongrie, publié en 1898.

O'Bajan naît en Syrie en 1880 selon la plupart des sources,,, quelques autres lui attribuant l'année de naissance 1881,. Il provient de Tell-el-Kelach (تلكلخ).

### Achat et importation
Il est ensuite choisi pour l'élevage par Mihaly Fadlallah el Hedad, le commandant du haras de Bábolna,. Ce dernier l'acquiert auprès de la tribu bédouine Denedzik. D'après l'explorateur Guillaume Capus, son prix d'achat est de 40 000 florins. Cependant, la pierre tombale de ce cheval indique un prix d'achat de 6 000 francs.

### Carrière de reproducteur à Bábolna

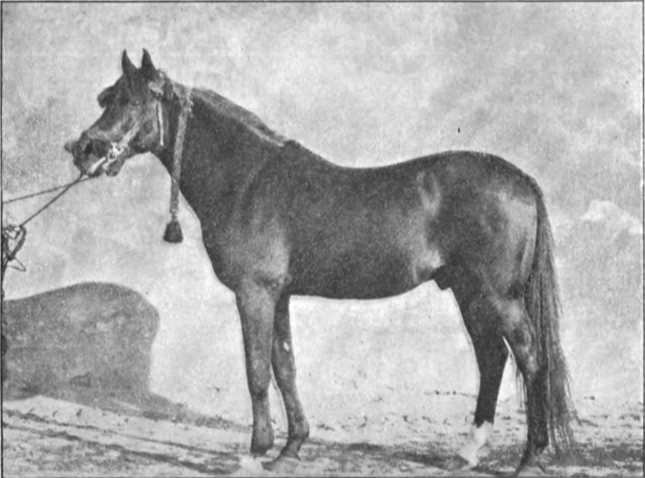
O'Bajan, tel que représenté dans un ouvrage publié en 1896 en suédois.

Erika Schiele considère O'Bajan comme l'un des meilleurs étalons jamais importés vers la Hongrie,,, le suédois J. Mannerheim le décrivant comme le plus précieux reproducteur du haras lors de sa visite, en 1893-1894.
En 1892, Graf Wrangel signale dans son livre qu'O'Bajan est le seul étalon de Pur-sang arabe présent à Bábolna. Il le décrit comme un cheval « à en tomber amoureux ». En 1894, O'Bajan est l'un des cinq étalons reproducteurs présents à Bábolna, avec Djingiskhan, Gazlan I, Gazlan-Shagya, et Shagya X.
Le baron Maurice-Adrien Foäche, officier de la cavalerie française né en 1857, le décrit parmi ses appréciations d'étalons lors de sa visite de Bábolna en 1898. S.-F. Touchstone en fait l'éloge en 1901, le décrivant comme morphologiquement parfait malgré son âge avancé : 

« Le vieil O'Bajan, qui est arrivé à Babolna en 1885 et va bientôt entrer dans sa vingt-et-unième année, possède la belle prestance d'un véritable chef de famille ; c'est à lui surtout, d'ailleurs, qu'est due la race moderne de Babolna qu'il a en grande partie contribué à améliorer. [...] On comprend, en le voyant, les services qu'il a rendus ; rarement, un arabe importé a été choisi d'une manière plus heureuse. »

— S.-F. Touchstone, L'Élevage officiel en Autriche-Hongrie
O'Bajan se reproduit pendant 25 ans, et meurt à l'âge de 30 ans,. La société allemande d'agriculture publie en 1912 la notice suivante : 
« O'Bajan ist im Vorjahr eingegangen. Dieser Hengst hat Bábolna enorm genügt. Immer und immer wieder findet man seinen Namen, und sein Blut wird noch lange nachwirken. Er gab viele gute Töchter und Söhne. »
— Erich Vielhaad, Arbeiten der Deutschen Landwirtschafts-Gesellschaft

« O'Bajan est mort l'année précédente. Cet étalon a énormément apporté à Bábolna. On retrouve son nom encore et encore, et son sang restera longtemps dans les mémoires. Il a donné beaucoup de bonnes filles et de bons fils. »
— Travaux de la Deutsche Landwirtschafts-Gesellschaft (Société allemande d'agriculture)

## Description

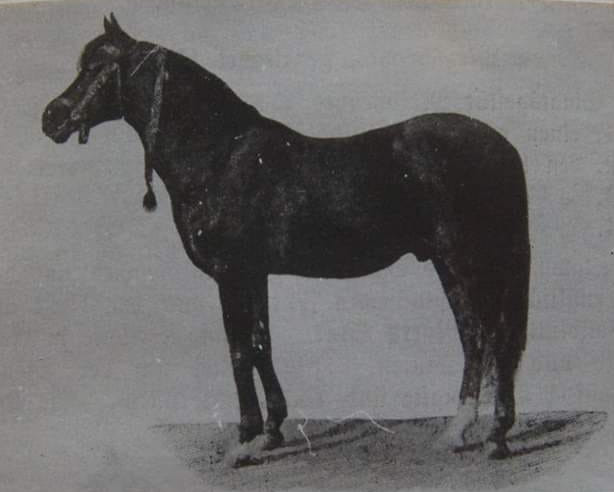
O'Bajan, d'après une gravure parue dans un ouvrage en allemand.

O'Bajan est un Pur-sang arabe,,. D'après Erich Vielhaad (société allemande d'agriculture), il n'est pas particulièrement beau ; il se fait plutôt remarquer pour sa rudesse et sa robustesse. Il est assez petit, mesurant 1,48 m selon Foäche qui l'a vu en 1898 ; 1,54 m selon une majorité d'autres auteurs,, dont Mannerheim qui l'a vu en 1893.
Son modèle est plutôt court, avec peu de lignes mais une excellente musculature. Sa tête est décrite comme fine, noble, et expressive, dotée de grands yeux intelligents,, et de naseaux bien ouverts. Elle est portée haut grâce au port de son encolure bien développée, mais qui est relativement courte,,. Son épaule est inclinée et sa poitrine est large et près de terre. Sa ligne du dessus est d'excellente qualité, avec un dos court et large, particulièrement fort et ferme, juste assez long pour pouvoir y placer une selle. Ses quartiers sont larges et les côtes bien arrondies. L'attache de rein est excellente et ses hanches sont amples. La croupe est large et bien développée,, un peu ronde pour un Arabe,, mais longue, pleine et forte. Les membres sont forts et bien dirigés, musclés et secs, et dotés de canons courts et forts. Les cuisses sont très descendues, les jarrets larges et très nets. Ses pieds sont de bonne qualité et bien épanouis. Le seul défaut que Wrangel lui reproche est d'avoir des paturons un peu trop longs, cet étalon étant long et souple dans ses ligaments.
Ses tissus sont très fins,. Sa robe est noire selon la majorité des sources,,, Foäche le décrivant comme bai-brun. Foäche n'a pas pu examiner ses allures, mais Touchstone lui décrit une aisance et sûreté au pas qui lui donnent de la noblesse, tandis que Wrangel témoigne aussi d'excellents mouvements,.
Son caractère est réputé très doux et aimable, avec une tendance naturelle à s'approcher de l'humain qui lui tend la main. Il est comparé à celui d'un chiot. Touchstone signale une anecdote, O'Bajan ayant l'habitude de tremper sa langue dans les verres que l'on lui tend.

## Origines
O'Bajan est génétiquement de lignée Saklawi. Son père est indiqué comme « O'Bajan Senior » (ou simplement Obajan, sur sa pierre tombale), sa mère s'appelant Maneghie ou Meneghie. D'après Vielhaad, son père est de la race Anazee el Sbaa, et sa mère de la race Meneghie.

## Descendance

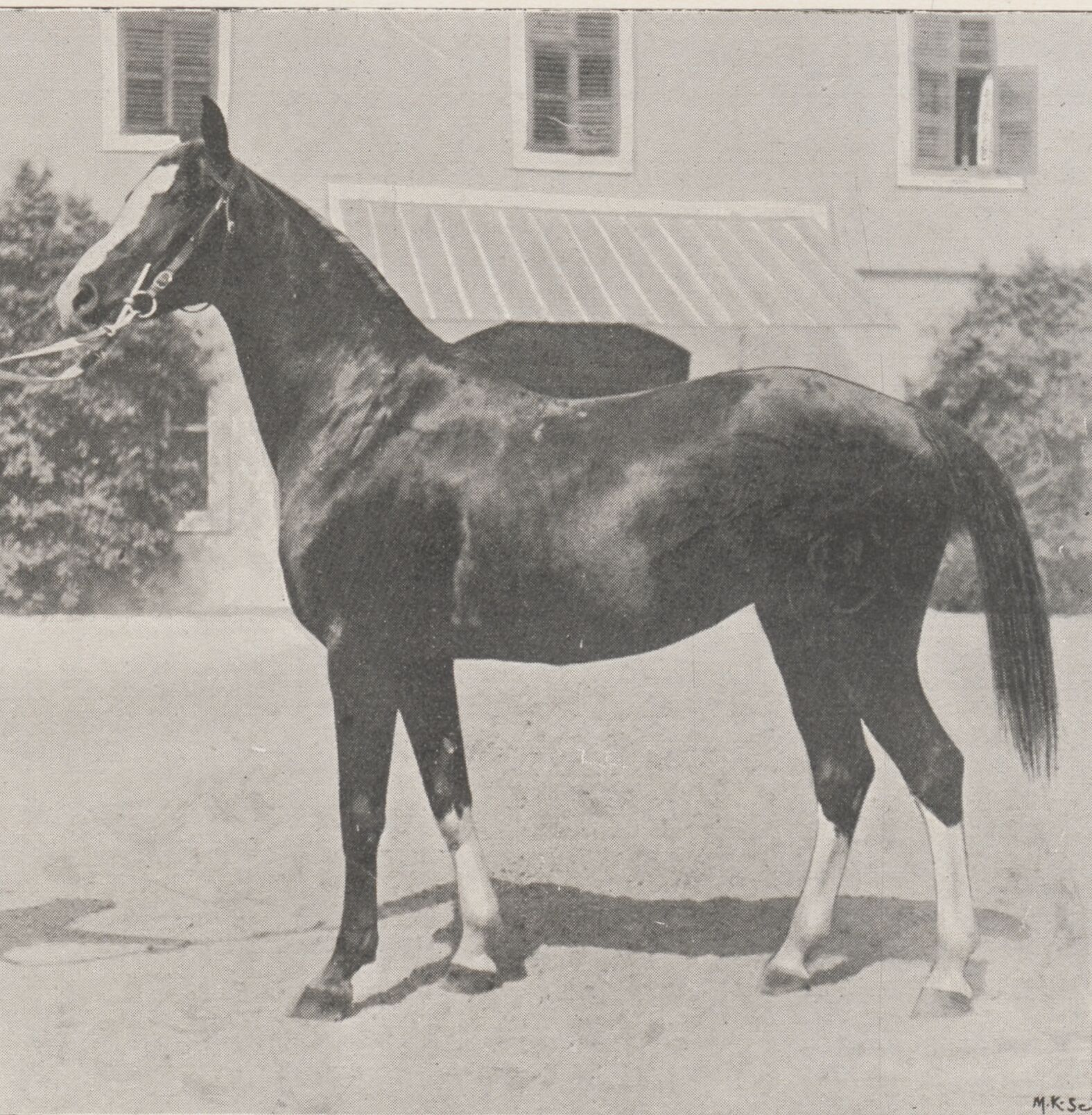
Fils d'O'Bajan né en 1896.

O'Bajan est un chef de lignée important chez le Shagya,,,. Son succès comme reproducteur a en effet conduit à parler d'une « lignée O'Bajan ». La journaliste équestre Silke Behling le considère comme l'un des cinq chefs de race du Shagya, avec les étalons Shagya, Siglavy, Gazlan et Dahoman,. Les auteurs hongrois Attila Alapfy et Imre Török le citent parmi les trois chefs de race du haras de Babolna, avec les étalons Shagya et Koheilane. Au contraire de la plupart des autres races de chevaux, les chevaux arabes ont de très nombreuses lignées et les croisements entre elles sont fréquents.
Gustav Rau qualifie O'Bajan de « formidable géniteur ». Il est père de 312 poulains, dont 112 sont à leur tour devenus des étalons, et 56 des juments poulinières. En 1911, parmi les juments Pur-sang arabe élevées à Bábolna, une vingtaine descendent d'O'Bajan et environ autant d'Hamdani Semri. Ses descendants sont réputés pour avoir hérité de son caractère docile, de sa finesse et de sa morphologie harmonieuse, mais aussi de ses excellents aplombs, et d'une plus haute taille que la sienne. D'après Mannerheim et Wrangler, ses poulains sont de 6 à 10 cm plus grands que lui,. La plupart de ses poulains sont de robe bai-brun ou noire.

### À l'exposition universelle de 1900
La descendance d'O'Bajan s'est particulièrement illustrée pendant l’Exposition universelle de 1900 à Paris, ce qui inclut les étalons O Bajan-8, primé dans la catégorie junior, et O Bajan-6. La jument O Bajan-4 reçoit le second prix en catégorie juments arabes,. Elle est décrite comme d'une élégance rare, avec un dos et des membres parfaits. L'étalon gris O Bajan-6, présenté durant la même exposition, attire lui aussi des commentaires élogieux ; n'ayant pas pu participer au concours parce qu'il appartient au gouvernement impérial austro-hongrois, il reçoit une médaille d'or spéciale sur insistance du jury,, et donc un titre suprême dans la catégorie des chevaux Pur-sang arabes.

### Évolution et dispersion de la lignée d'O'Bajan
Le haras de Sarajevo détient quelques descendants d'O'Bajan en 1896, ce qui est aussi le cas du haras de Deux-Ponts, où l'un de ses fils, un étalon menu haut d'1,46 m, est acquis en 1890, puis devient reproducteur principal entre 1898 et 1903. Le haras national de Kladruby nad Labem a lui aussi, durant les années 1920, des juments orientales de lignée O'Bajan.
O'Bajan III, un alezan né en 1907 d'un croisement consanguin, a été exporté à Goražde en Bosnie-Herzégovine, où il a reçu son nom. De tous ses fils, c'est cependant le bai foncé O'Bajan V, haut de 1,64 m, qui a la plus grande influence. Il engendre le bai O'Bajan VI en 1908, qui devient chef de race dans les années 1920. O'Bajan VI est le père d'O'Bajan VII, un cheval gris né en 1923, probablement le meilleur étalon de Bábolna à son époque. Le fils de ce dernier, le gris O'Bajan VIII, naît en 1933 et est évacué de Bábolna vers la Bavière en 1944, avant d'être capturé par l'armée américaine au printemps 1945, devenant un trophée de guerre. Il n'a jamais eu l'occasion de se reproduire aux États-Unis.
O'Bajan XIII, né en 1949, prend la relève à Bábolna en devenant le meilleur étalon du haras, ce qui lui vaut d'être surnommé la « perle noire de Hongrie »,. La lignée a failli s'éteindre dans les années 1980 : le cirque Knie possède alors un groupe de Shagya qu'il présente en spectacle ; après sa mise à la retraite en Suisse à l'âge de 22 ans, l'étalon Badan, seul fils de l'étalon O'Bajan XIII, devient reproducteur à Bábolna grâce à une intervention de l′Internationale Shagya-araber Geselschaft, ce qui permet sa survie. Cette lignée se poursuit donc jusqu'à nos jours, par exemple à travers l'étalon O'Bajan XXV, né en 1986 à Waabs en Allemagne.
O'Bajan est aussi le grand-père de l'excellent étalon Pur-sang arabe Koheilan IV, résultat d'un siècle d'élevage et de gestion généalogique au haras de Bábolna.
Enfin, O'Bajan a eu des descendants Anglo-arabes, entre autres la jument Vesta, née d'une mère Pur-sang fille d'Hermit,.

## Hommages

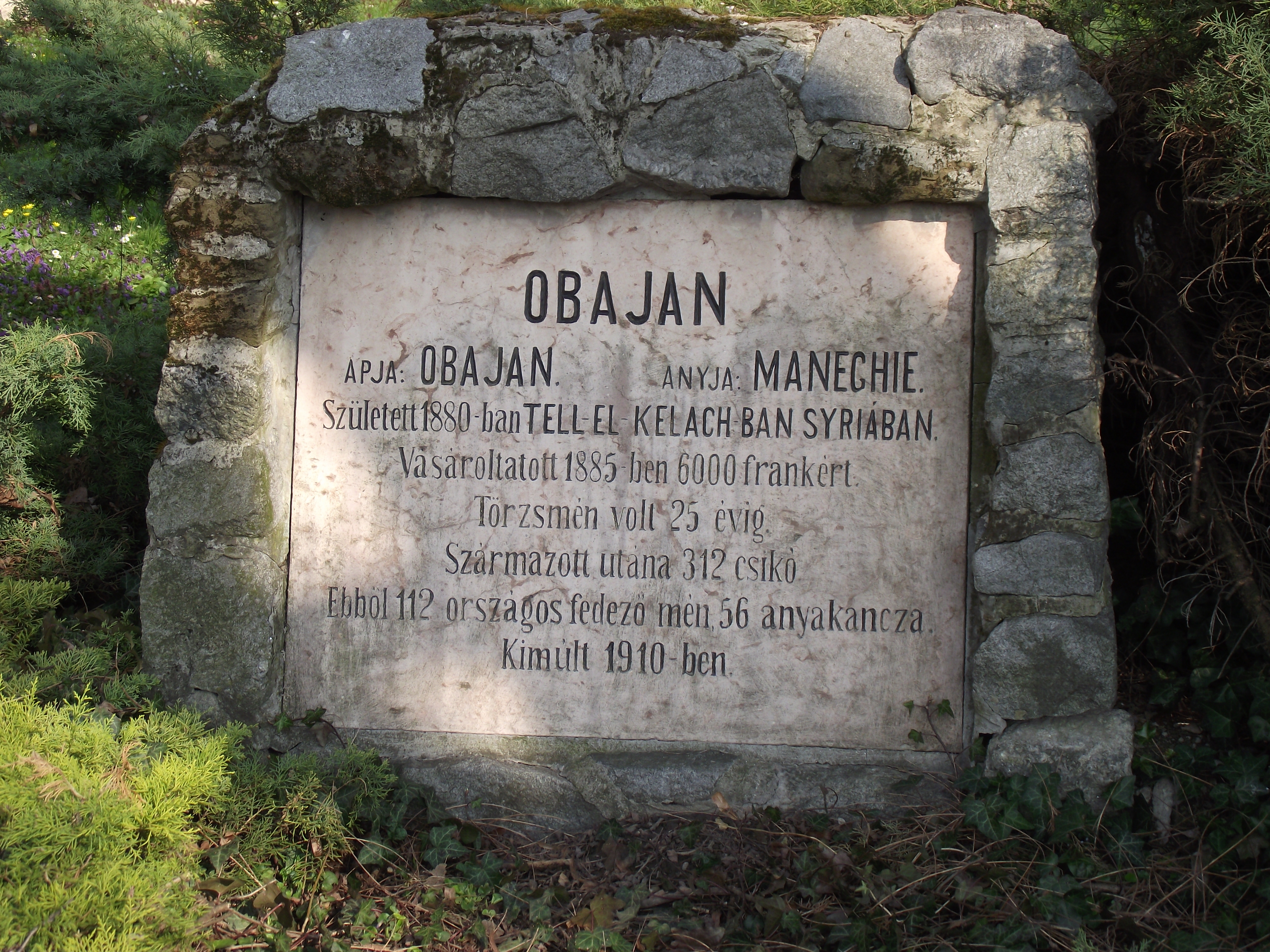
Stèle funéraire d'O'Bajan.

O'Bajan a été statufié de son vivant. Après sa mort, il est enterré dans la cour d'honneur du haras de  Bábolna, sous un acacia vieux de 200 ans ; sa tombe reçoit régulièrement des visiteurs,· Sa stèle funéraire commémorative y figure : 
APJA: OBAJAN.    ANYJA: MANEGHIE.

Született 1880-ban TELL-EL-KELACH-ban SYRIÁBAN.

Vasároltatott 1885 hen 6000 frankert

Torzsmén volt 25 évig

Szarmazott utana 312 csiko

Ebbol 112 orszagos fedezo men 56 anyakancza.